# Bröder (film)
Bröder (originaltitel: Brødre) är en dansk dramafilm från 2004, i regi av Susanne Bier.
En amerikansk nyinspelning med titeln Brothers, i regi av Jim Sheridan, hade premiär i slutet av 2009.

## Handling
Den ena brodern, Michael (Ulrich Thomsen), har både familj och karriär i danska armén. Den andra brodern, Jannik (Nikolaj Lie Kaas), är halvkriminell utan ordnad tillvaro. När Michael skickas på uppdrag till kriget i Afghanistan och tros ha omkommit, blir det Jannik som måste trösta den sörjande änkan, Sarah (Connie Nielsen). Förälskelse mellan dem uppstår, men så kommer nyheten att Michael inte är död utan bara hålls fången.

## Rollista i urval
- Connie Nielsen – Sarah
- Ulrich Thomsen – Michael
- Nikolaj Lie Kaas – Jannik
- Bent Mejding – Henning
- Solbjørg Højfeldt – Else